# Cornelia de Lange

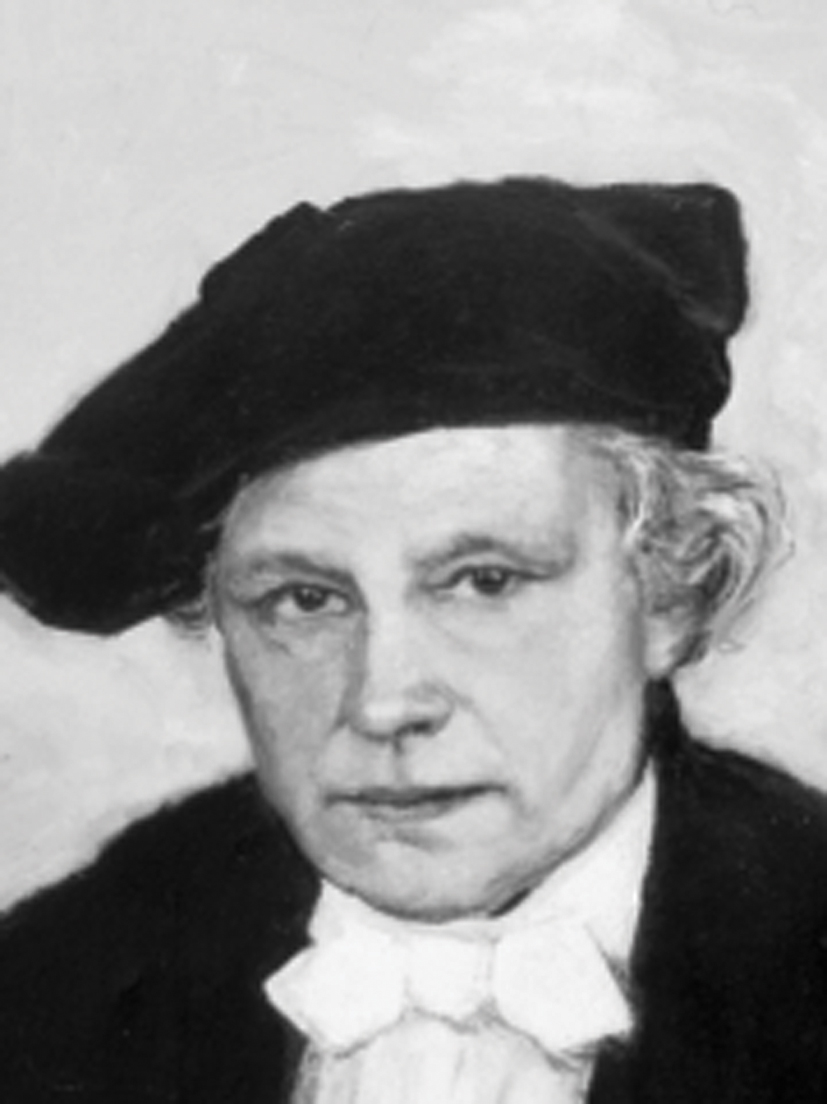
C.C. de Lange

Cornelia Catharina de Lange (24. Juni 1871 in Alkmaar – 28. Januar 1950) war eine niederländische Pädiaterin. Sie beschrieb u. a. 1933 erstmals das später nach ihr benannte Cornelia-de-Lange-Syndrom.

## Leben
Cornelia de Lange wuchs in Alkmaar auf, wo sie auch die Schule abschloss. Ihr Wunsch war es, nach der Schule Medizin zu studieren. Mit Rücksicht auf die Wünsche ihres Vaters nahm sie jedoch zunächst 1891 ein Chemiestudium an der Universität von Amsterdam auf. Ihr Vater erlaubte ihr später einen Studienwechsel und so konnte sie 1897 das Studium der Medizin abschließen. Sie wurde noch im selben Jahr als Doktor der Medizin anerkannt. Nach dem Studium ließ Cornelia de Lange sich zunächst als Allgemeinärztin in Amsterdam nieder. Auch in dieser Zeit interessierte sie sich schon besonders für die Pädiatrie. Sie besuchte vier Monate das Kinderspital Zürich, bevor sie sich in ihrer Praxis erfolgreich ganz als Kinderärztin spezialisierte. 1907 wurde sie an das Emma Kinderziekenhuis berufen, wo unter ihrer Leitung eine Neugeborenenstation entstand. 1927 erfolgte eine Berufung auf den Lehrstuhl für Pädiatrie, den sie bis 1938 innehatte. In der Folge war sie bis zu ihrem Tod am Emma Kinderziekenhuis tätig. De Lange blieb unverheiratet.